# Orlando Johnson
Orlando Vincent Johnson (ur. 11 marca 1989 w Monterey) – amerykański koszykarz występujący na pozycji rzucającego obrońcy, obecnie zawodnik zespołu Awtodoru Saratów.
9 marca 2016 podpisał 10-dniową umowę z New Orleans Pelicans. 20 marca powrócił do zespołu Austin Spurs.
3 lutego 2017 opuścił Uniks Kazań.
4 stycznia 2019 został zawodnikiem tajwańskiego Pauian Archiland. 19 sierpnia dołączył do rosyjskiego Awtodoru Saratów.

## Osiągnięcia
Stan na 19 sierpnia 2019, na podstawie, o ile nie zaznaczono inaczej.
NCAA
- Mistrz turnieju konferencji Big West  (2010, 2011)
- Uczestnik turnieju NCAA (2010, 2011)
- Zawodnik roku konferencji Big West (2010)[8]
- MVP turnieju Big West (2010, 2011)
- Zaliczony do:
  - składu honorable mention All-American (2010 przez AP)
  - I składu:
    - All-Big West (2010–2012)
    - turnieju Big West (2010, 2011, 2012)
- 3-krotny lider strzelców konferencji Big West (2010–2012)

Drużynowe
- Mistrz Libanu (2017)

Indywidualne
(* – nagrody przyznane przez portal asia-basket.com)
- MVP sezonu ligi tajwańskiej (2019)[9]
- Najlepszy*:
  - zawodnik zagraniczny ligi tajwańskiej (2019)[9]
  - skrzydłowy ligi tajwańskiej (2019)[9]
- Zaliczony do I składu ligi tajwańskiej (2019)*[9]
- Uczestnik:
  - meczu gwiazd D-League (2016)
  - konkursu rzutów za 3 punkty D-League (2016)

Reprezentacja
- Uczestnik uniwersjady (2011 – 5. miejsce)[10]